# Rivadavia (departement van Salta)
Rivadavia is een departement in de Argentijnse provincie Salta. Het departement (Spaans:  departamento) heeft een oppervlakte van 25.951 km² en telt 27.370 inwoners.

## Plaatsen in departement Rivadavia
- Alto de la Sierra
- Alto Verde
- Amberes
- Belgrano
- Capitán Juan Page
- Coronel Juan Solá
- El Ñato
- La Corzuela
- La Curvita
- La Esperanza
- La Puntana
- La Unión
- Los Blancos
- Martín García
- Mision La Paz
- Palmarcito
- Pluma del Pato
- Pozo Cercado
- Pozo Hondo
- Puerto La Paz
- Rivadavia
- Rivadavia Banda Norte
- Rivadavia Banda Sur
- San Agustín
- San Isidro
- San Miguel
- Santa María
- Santa Rosa
- Santa Victoria Este
- Suri Pintado
- Vuelta de los Tobas